# Лисогори
Лисого́ри — село в Україні, у Прилуцькому районі Чернігівської області. Населення становить 15 осіб. Входить до складу Парафіївської селищної громади.

## Населення

### Мова
Розподіл населення за рідною мовою за даними перепису 2001 року:
| Мова       | Кількість | Відсоток |
| ---------- | --------- | -------- |
| українська | 132       | 98.51%   |
| російська  | 2         | 1.49%    |
| Усього     | 134       | 100%     |

## Географія
Село Лисогори знаходиться біля витоків річки Лисогір (пересихає у верхній течії), на відстані 2,5 км від сіл Світанок та Боярщина. Поруч проходить автомобільна дорога Т 2515.

## Відомі люди
У Лисогорах народився український письменник, етнограф, художник Олекса Стороженко (1805–1874). Тут похований моряк, кораблебудівник, капітан-командор, педагог, перекладач Платон Якович Гамалія (1766–1817).